# Moy
Die Moy oder River Moy (irisch An Mhuaidh oder Abhainn na Muaidhe) ist ein 99 km langer Fluss im Westen Irlands.
Der River Moy entspringt am Knocknashee in den Ox Mountains im irischen County Sligo und fließt zunächst in südwestlicher Richtung. Wenige Kilometer nordöstlich von Swinford, das an einem seiner Zuflüsse liegt, überschreitet er die Grenze zum County Mayo, in dem er zum überwiegenden Teil fließt. Auf Höhe des Lough Cullin, den er mit dem Lough Conn und beide mit dem Atlantik verbindet, wendet er sich nordwärts und fließt durch Foxford und Ballina über die Killala Bay in den Atlantik. 
Die Moy gehörte zu den besten Lachs-Fischgründen in Europa; Treibnetzfischerei vor der Küste verursachte jedoch einen starken Rückgang der Anzahl der Fische (im Jahr 2005 wurden über 100.000 Lachse vor der Westküste mit Treibnetzen abgefangen). Seit Januar 2007 ist der Treibnetzfang von Lachsen verboten.

## Einzelnachweise

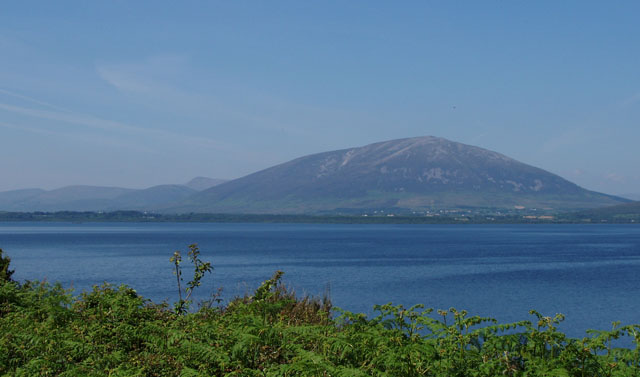
Lough Conn mit dem 806 m hohen Nephin